# Следовање (албум групе Леб и сол)
Следовање је пети албум македонске групе Леб и Сол. Албум садржи осим песама и инструменталне изведбе. Највећи хит је песма Носим твоји жиг. Албум је изашао фебруара 1982. године од стране ПГП-РТБ.

## Позадина
Лета 1981. године, Гарабет Тавитјан напушта групу. Септембра исте године на место бубњара долази Драгољуб Ђуричић. Претходна два албума су штампана у мањим тиражима због тадашње политике ПГП РТБ-а.

## Списак песама
Аутор(и) свих текстова и песама: Леб и сол. 
| №   | Назив             | Трајање |  |
| 1.  | Локомобила        | 3:00    |  |
| 2.  | Пази да пазиш     | 4:00    |  |
| 3.  | Мирко             | 4:50    |  |
| 4.  | Носим твој жиг    | 3:35    |  |
| 5.  | Миле поп Јорданов | 4:40    |  |
| 6.  | Лет у месту       | 3:20    |  |
| 7.  | Мирис југа        | 3:45    |  |
| 8.  | Њена сена         | 4:35    |  |
| 9.  | Хвала на свему    | 5:10    |  |
| 10. | Ода ладости       | 2:00    |  |

## Занимљивости
- Текстове за неке песме је написао Горан Стефановски.[2]
- Песма Мирко је добио назив по оцу фронтмена који је умро пред снимање овог албума. [mk]
- Постоји спот за песму Носим твој жиг.[7]

## Састав
- Влатко Стефановски: вокали и гитара
- Бодан Арсовски: бас гитара
- Драгољуб Ђуричић: бубњеви

### Продукција
- Дизајн: Лазо Палвевски, Мирослав Грчев
- Фотографија: Јордан Живковски
- Пратећи вокали: Амазонке (у песми Ода ладости)

## Обраде
Миле поп Јорданов-Something (The Beatles)